# Durch die Wälder, durch die Auen
Durch die Wälder, durch die Auen ist ein deutscher Spielfilm aus dem Jahre 1956 von G. W. Pabst, dessen letzte Kinofilmregie dies war. Die Hauptrollen spielten Eva Bartok und Peter Arens als Komponist Carl Maria von Weber.

## Handlung
Eine Episode aus dem Leben Carl Maria von Webers (1786–1826).
Der Komponist befindet sich mit seiner Braut Caroline Brandt auf dem Weg nach Prag, als ihre Kutsche von Banditen überfallen wird. Glücklicherweise eilt ihnen Graf Enzio von Schwarzenbrunn zu Hilfe und schlägt die Schurken in die Flucht. Der noble Gastgeber, der sie darob auf sein Schloss einlädt, ist aber längst nicht so nobel wie vermutet, hat er diesen Raubüberfall doch selbst inszeniert, um die zauberhafte Caroline auf diese clevere Weise auf seinen Adelssitz zu holen und in diesem luxuriösen Ambiente näher kennenzulernen. Der Graf ist fürwahr ein echter Casanova, der wie sein großes Vorbild in Liebesdingen eigentlich in Venedig zu Hause ist. Doch gemäß dem letzten Wunsch seines Vaters muss Schwarzenbrunn Jahr für Jahr mindestens sechs Monate hier, im abgeschiedenen Böhmen, auf seinem Schloss verbringen. Da erscheint die fesche Caroline eine angenehme Abwechslung, zumal ihr Verlobter Weber die Ruhe und Abgeschiedenheit auf dem Schlosse dazu nutzen möchte, in aller Ruhe seine „Romantische Symphonie“ zu vollenden.
Caroline ist jedoch längst nicht die erste, die Graf Enzio auf diese Weise, mithilfe eines fingierten Überfalls, als Gespielin auf Zeit auf sein Schloss gelotst hat. Als der im Turmzimmer wie besessen über seinem Werk sitzende Weber bemerkt, dass Caroline auf die Verführungskünste des venezianischen Grafen anscheinend eingeht, lässt er ebenso eingeschnappt wie enttäuscht das wohlige Schlossleben hinter sich und reist nach Prag ab. Caroline ist jedoch stets eine treue Maid gewesen, obwohl bei dieser Liebelei Graf Enzio zum ersten Mal in seinem Leben echte Liebe empfunden hatte. Dieser versucht daher, Caroline ganz für sich zu gewinnen, doch die Holde hat ihr Herz nur ihrem Komponistenfreund gegeben und eilt daher Weber flugs hinterher. Auf dem Marktplatz im nächsten Ort kann sie ihn einholen. Die Missverständnisse werden geklärt, und das Paar sinkt sich in die Arme.

## Produktionsnotizen
Durch die Wälder, durch die Auen entstand Mitte 1956 im Bavaria-Atelier München-Geiselgasteig, in der Umgebung von Falkenstein und in Zwiesel sowie in Venedig und erlebte seine Uraufführung am 19. Oktober 1956 im Kaskade-Kino von Kassel. Ab dem 31. Mai 1957 konnte man den Film auch in Pabsts Heimatland Österreich sehen.
Ludwig Reiber entwarf die Filmbauten, Günther Senftleben war einfacher Kameramann unter Kurt Grigoleits Chefkamera.
Pabst beendete hiermit seine (vor allem in jungen Jahren) beeindruckende Karriere, da er zunehmend unter Diabetes und der Parkinsonschen Krankheit litt. Ein für das Jahr 1957 geplantes Filmprojekt „Fiesco“ kam daher nicht mehr zustande.
Die spätere Fernsehmoderatorin Carolin Reiber hat hier einen ihrer ersten Auftritte vor der Kamera.

## Kritiken
„Innerhalb dieses Gefühlskolorits spielt sich dann die Geschichte der Reise des Komponisten Carl Maria von Weber ab, den Peter Arens darstellt. Seine Liebe zu der Opernsängerin Caroline Brandt (Eva Bartok) glaubt man ihm, und es wäre alles gut, wenn er sich – von Kerzenlicht umstrahlt, hinter Gazevorhängen sinnierend, verbissen komponierend und gestikulierend umherwandernd – nicht zu oft geradezu hektisch-verzweifelt gebärdete. Eva Bartok ist die schöne Sängerin, um die der Graf von Schwarzenberg (Karl Schönböck) heftig wirbt und sie nur mittels des Tricks eines fingierten, film-burlesk aufgezogenen Räuberüberfalls auf sein Schloß entführen kann. Sie spielt ihren Part brav und willig, doch hinterläßt sie den Eindruck, daß diese süß-romantische Rolle ihrem darstellerischen Naturell nicht entspricht. Karl Schönböck, der letztlich abgeblitzte Liebhaber, macht eine gute Figur und produziert sich auch als flotter Reiter, schmachtender Belcanto-Sänger und rosenspendender Kavalier. Immer wenn Joe Stöckel als Komponisten-Kutscher, Trostspender, humorig philosophierender Diener und resolutes Rauhbein auftritt, oder Rudolf Vogel als verschmitzter Kammerdiener und spitzzüngiger Berater des Grafen auf der Leinwand erscheint, geht eine Welle der Heiterkeit und des Gelächters durch die Parkettreihen. Diese beiden Figuren und ein Teil der glänzend besetzten Chargenrollen unterbrechen mit ihren Späßen (besonders im Räubergasthaus ‚Druden-Fuß‘) den schleppenden Gang der Handlung. (…) Auf Kosten vieler sehr langer (wenn auch schöner) in der Totale aufgenommenen Landschaftsbilder und Szenerien mußte der flottere Ablauf der Handlung zurückstehen.“

„Eine dürftige Handlung mit viel ‚Waldzauber‘ zur Geburt der ‚Romantischen Symphonie‘.“

Paimann’s Filmlisten resümierte: „Neben der alltäglichen Herzensgeschichte vorwiegend als Denkmal für den Komponisten gedacht, das in seiner Liebesseligkeit und böhmischen Waldidylle sowie reichlicher Einflechtung von Opernmelodien trotz sympathischer Mitwirkender u. heiterer Intermezzi etwas breit geraten.“